# Ліберті (Південна Кароліна)
Ліберті (англ. Liberty) — місто (англ. city) в США, в окрузі Пікенс штату Південна Кароліна. Населення — 3366 осіб (2020).

## Географія
Ліберті розташоване за координатами 34°47′27″ пн. ш. 82°42′5″ зх. д. / 34.79083° пн. ш. 82.70139° зх. д. (34.790963, -82.701439).  За даними Бюро перепису населення США в 2010 році місто мало площу 11,56 км², з яких 11,53 км² — суходіл та 0,03 км² — водойми.

## Демографія
Згідно з переписом 2010 року, у місті мешкало 3269 осіб у 1375 домогосподарствах у складі 897 родин. Густота населення становила 283 особи/км².  Було 1508 помешкань (130/км²).
Расовий склад населення:
| - 86,7 % — білих - 9,1 % — чорних або афроамериканців - 0,4 % — азіатів - 0,1 % — корінних американців - 1,6 % — осіб інших рас |

До двох чи більше рас належало 2,1 %. Частка іспаномовних становила 4,0 % від усіх жителів.
За віковим діапазоном населення розподілялося таким чином: 23,4 % — особи молодші 18 років, 59,7 % — особи у віці 18—64 років, 16,9 % — особи у віці 65 років та старші. Медіана віку мешканця становила 39,6 року. На 100 осіб жіночої статі у місті припадало 93,1 чоловіків;  на 100 жінок у віці від 18 років та старших — 88,5 чоловіків також старших 18 років.
Середній дохід на одне домашнє господарство  становив 35 878 доларів США (медіана — 26 985), а середній дохід на одну сім'ю — 40 684 долари (медіана — 36 232). Медіана доходів становила 41 882 долари для чоловіків та 29 191 долар для жінок. За межею бідності перебувало 21,7 % осіб, у тому числі 21,4 % дітей у віці до 18 років та 12,1 % осіб у віці 65 років та старших.
Цивільне працевлаштоване населення становило 1138 осіб. Основні галузі зайнятості: освіта, охорона здоров'я та соціальна допомога — 29,4 %, виробництво — 21,2 %, будівництво — 8,2 %, транспорт — 7,6 %.